# Life Savers
Life Savers é um curta-metragem mudo norte-americano de 1916, do gênero comédia, com o ator cômico Oliver Hardy.

## Elenco
- Oliver Hardy - Plump (as Babe Hardy)
- Billy Ruge - Runt
- Ray Godfrey - Miss Aqua
- Helen Gilmore - Solteirona
- Dad Bates - Neptune